# Lasius balearicus
Lasius balearicus ist eine Ameisenart der Gattung Lasius (Wegameisen). Sie wurde im Jahr 2014 als neue Art beschrieben, nachdem ein Team des Biologieinstituts in Barcelona den Holotypus 2008 gesammelt hatte. Bereits im Jahr 1982 hatte Cedric Alex Collingwood, ein Insektenforscher der Royal Entomological Society ein Exemplar der Art gesammelt, aber noch nicht als neue Art erkannt.

## Merkmale
Arbeiterinnen von Lasius balearicus sind für die Untergattung Lasius s. str. relativ klein, die Körperlänge ist etwa 4 Millimeter, die Kopflänge (ohne Mandibeln) beträgt 0,88 Millimeter. Sie ähnelt den häufigen und weit verbreiteten Arten Lasius niger (Schwarze Wegameise), Lasius platythorax und Lasius grandis, die auch auf den Balearen vorkommen. Von verwandten Arten ist sie an der Kombination folgender Merkmale unterscheidbar: Körper relativ hell gelbbraun gefärbt; relativ stark beborstet, insbesondere mit hoher Borstenzahl auf der dorsalen Seite des langen Schaftglieds der Fühler (Scapus); Verhältnis der Kopflänge zur Länge des Scapus. Die Art ist außerdem an der Sequenz des verbreitet zur Artunterscheidung beim DNA-Barcoding verwendeten Gens für die Untereinheit I des Enzyms Cytochrom-c-Oxidase differenzierbar.

## Ökologie und Verbreitung
L. balearicus ist auf die Insel Mallorca beschränkt. Sie wurde bei Nachsuche in geeigneten Habitaten weder auf Menorca, Ibiza noch in der festländischen Serra d’Aitana (Provinz Alicante) gefunden. Sie ist die erste bekannte endemische Ameisenart auf den Balearen und die erste bekannte endemische Lasius-Spezies einer Mittelmeer-Insel überhaupt.
Die Art lebt ausschließlich in der Gipfelregion der Serra de Tramuntana, von etwa 400 bis 1.400 Meter Meereshöhe. Das bisher bekannte Verbreitungsgebiet der Art umfasst nur acht Quadratkilometer. Die Art lebt in offenen, felsigen Lebensräumen, oft mit lockerem Gebüsch der Straucharten Hypericum balearicum und Genista valdes-bermejoi. Sie fehlt in bewaldeten Habitaten.
Lasius balearicus ist nach Einschätzung ihrer Entdecker eine gefährdete Art (nach den Kriterien der Roten Liste gefährdeter Arten der IUCN-Kategorie "Endangered"). Eine Bestandsbedrohung leiten sie aus dem sehr kleinen Verbreitungsgebiet in der Gipfelregion her. Hier hätte die Art bei einer weiteren Klimaerwärmung keine Rückzugsmöglichkeiten in andere Regionen vergleichbaren Lokalklimas mehr.

## Systematik
Lasius balearicus gehört in die Untergattung Lasius s. str. Nach den genetischen Analysen sind nächstverwandt die Arten Lasius cinereus und Lasius grandis. Nach den Methoden der molekularen Uhr hat sich die Art vor ca. 1,5 Millionen Jahren vom gemeinsamen Artengrundstock abgespalten. Zu diesem Zeitpunkt existierte schon lange keine Landbrücke zwischen Mallorca und dem spanischen Festland mehr.